# Europamästerskapen i simsport 2006
Europamästerskapen i simsport 2006 genomfördes mellan den 26 juli och 6 augusti 2006 i Alfréd Hajós nationella simstadion i Budapest, Ungern och tävlingarna i öppet vatten-simning i Balatonsjön, 120 km från Budapest. Det var den 28:e upplagan av europamästerskapen i simsport.

## Simning

### Herrar
| Gren             | Guld                                                                        | Guld               | Silver                                                                | Silver   | Brons                                                                          | Brons    |
| 50 m frisim      | Bartosz Kizierowski Polen                                                   | 21,88 0MR0         | Oleksandr Volynets Ukraina                                            | 21,97    | Duje Draganja Kroatien                                                         | 22,14    |
| 100 m frisim     | Filippo Magnini Italien                                                     | 48,79              | Stefan Nystrand Sverige                                               | 48,91    | Pieter van den Hoogenband Nederländerna                                        | 48,94    |
| 200 m frisim     | Pieter van den Hoogenband Nederländerna                                     | 1.45,65            | Massimiliano Rosolino Italien                                         | 1.47,02  | Filippo Magnini Italien                                                        | 1.47,57  |
| 400 m frisim     | Jurij Prilukov Ryssland                                                     | 3.45,73 0MR0       | Massimiliano Rosolino Italien                                         | 3.46,87  | Nicolas Rostoucher Frankrike                                                   | 3.47,04  |
| 1 500 m frisim   | Jurij Prilukov Ryssland                                                     | 14.51,93 0MR0      | Sébastien Rouault Frankrike                                           | 14.55,73 | Nicolas Rostoucher Frankrike                                                   | 15.01,82 |
|                  |                                                                             |                    |                                                                       |          |                                                                                |          |
| 50 m ryggsim     | Helge Meeuw Tyskland                                                        | 25,06              | Aristeidis Grigoriadis Grekland                                       | 25,14    | Matthew Clay Storbritannien                                                    | 25,15    |
| 100 m ryggsim    | Arkadij Vjattjanin Ryssland                                                 | 53,50 0MR0         | Markus Rogan Österrike                                                | 54,07    | Aristeidis Grigoriadis Grekland                                                | 54,34    |
| 200 m ryggsim    | Arkadij Vjattjanin Ryssland                                                 | 1.55,44 0ER0, 0MR0 | László Cseh Ungern                                                    | 1.56,69  | Răzvan Florea Rumänien                                                         | 1.57,83  |
|                  |                                                                             |                    |                                                                       |          |                                                                                |          |
| 50 m bröstsim    | Oleh Lisohor Ukraina Alessandro Terrin Italien                              | 27,48              | ingen medaljör                                                        |          | Matjaž Markič Slovenien                                                        | 27,87    |
| 100 m bröstsim   | Roman Sludnov Ryssland                                                      | 1.00,61            | Alexander Dale Oen Norge                                              | 1.00,63  | Oleh Lisohor Ukraina                                                           | 1.00,64  |
| 200 m bröstsim   | Sławomir Kuczko Polen                                                       | 2.12,12            | Paolo Bossini Italien                                                 | 2.12,35  | Kristopher Gilchrist Storbritannien                                            | 2.13,21  |
|                  |                                                                             |                    |                                                                       |          |                                                                                |          |
| 50 m fjärilsim   | Serhij Breus Ukraina                                                        | 23,41 0MR0         | Duje Draganja Kroatien                                                | 23,62    | Jakob Andkjær Danmark Andrij Serdinov Ukraina                                  | 23,77    |
| 100 m fjärilsim  | Andrij Serdinov Ukraina                                                     | 51,95              | Amaury Leveaux Frankrike                                              | 52,76    | Nikolaj Skvortsov Ryssland                                                     | 52,96    |
| 200 m fjärilsim  | Paweł Korzeniowski Polen                                                    | 1.55,04 0MR0       | Ioannis Drymonakos Grekland                                           | 1.57,03  | Nikolaj Skvortsov Ryssland                                                     | 1.57,12  |
|                  |                                                                             |                    |                                                                       |          |                                                                                |          |
| 200 m medley     | László Cseh Ungern                                                          | 1.58,17 0MR0       | Alessio Boggiatto Italien                                             | 2.00,14  | Tamás Kerékjártó Ungern                                                        | 2.00,17  |
| 400 m medley     | László Cseh Ungern                                                          | 4.09,86 0MR0       | Luca Marin Italien                                                    | 4.14,15  | Alessio Boggiatto Italien                                                      | 4.16,34  |
|                  |                                                                             |                    |                                                                       |          |                                                                                |          |
| 4 × 100 m frisim | Italien Alessandro Calvi Christian Galenda Lorenzo Vismara Filippo Magnini  | 3.15,23 0MR0       | Ryssland Jevgenij Lagunov Andrej Gretjin Ivan Usov Andrej Kapralov    | 3.16,47  | Frankrike Alain Bernard Grégory Mallet Fabien Gilot Amaury Leveaux             | 3.16,53  |
| 4 × 200 m frisim | Italien Massimiliano Rosolino David Berbotto Nicola Cassio Filippo Magnini  | 7.09,60 0MR0       | Storbritannien David Carry Simon Burnett Andrew Hunter Ross Davenport | 7.11,63  | Grekland Andreas Zisimos Georgios Demetis Dimitrios Manganas Nikolaos Xylouris | 7.16,67  |
| 4 × 100 m medley | Ryssland Arkadij Vjattjanin Roman Sludnov Nikolaj Skvortsov Andrej Kapralov | 3.34,96 0MR0       | Ukraina Andrij Olejnyk Oleh Lisohor Andrij Serdinov Jurij Jegosjin    | 3.36,21  | Storbritannien Liam Tancock James Gibson Todd Cooper Simon Burnett             | 3.36,61  |

### Damer
| Gren             | Guld                                                                           | Guld         | Silver                                                                       | Silver  | Brons                                                                             | Brons   |
| 50 m frisim      | Britta Steffen Tyskland                                                        | 24,72        | Therese Alshammar Sverige                                                    | 24,87   | Marleen Veldhuis Nederländerna                                                    | 24,89   |
| 100 m frisim     | Britta Steffen Tyskland                                                        | 53,30 0VR0   | Marleen Veldhuis Nederländerna                                               | 54,32   | Nery-Madey Niangkoura Grekland                                                    | 54,48   |
| 200 m frisim     | Otylia Jędrzejczak Polen                                                       | 1.57,25      | Annika Liebs Tyskland                                                        | 1.57,48 | Laure Manaudou Frankrike                                                          | 1.58,48 |
| 400 m frisim     | Laure Manaudou Frankrike                                                       | 4.02,13 0VR0 | Joanne Jackson Storbritannien                                                | 4.07,76 | Caitlin McClatchey Storbritannien                                                 | 4.08,13 |
| 800 m frisim     | Laure Manaudou Frankrike                                                       | 8.19,29 0ER0 | Rebecca Adlington Storbritannien                                             | 8.27,88 | Rebecca Cooke Storbritannien                                                      | 8.28,40 |
|                  |                                                                                |              |                                                                              |         |                                                                                   |         |
| 50 m ryggsim     | Janine Pietsch Tyskland                                                        | 28,36 0MR0   | Aljaksandra Herasimenja Belarus                                              | 28,72   | Antje Buschschulte Tyskland                                                       | 28,73   |
| 100 m ryggsim    | Laure Manaudou Frankrike                                                       | 1.00,88      | Antje Buschschulte Tyskland                                                  | 1.01,40 | Janine Pietsch Tyskland                                                           | 1.01,55 |
| 200 m ryggsim    | Esther Baron Frankrike                                                         | 2.10,07      | Iryna Amsjennikova Ukraina                                                   | 2.12,13 | Melanie Marshall Storbritannien                                                   | 2.12,17 |
|                  |                                                                                |              |                                                                              |         |                                                                                   |         |
| 50 m bröstsim    | Jelena Bogomazova Ryssland                                                     | 31,69        | Kate Haywood Storbritannien                                                  | 31,71   | Ágnes Kovács Ungern                                                               | 31,95   |
| 100 m bröstsim   | Anna Chlistunova Ukraina                                                       | 1.07,55 0MR0 | Kirsty Balfour Storbritannien                                                | 1.07,95 | Ágnes Kovács Ungern                                                               | 1.08,60 |
| 200 m bröstsim   | Kirsty Balfour Storbritannien                                                  | 2.25,66      | Julija Pidlisna Ukraina                                                      | 2.28,42 | Ágnes Kovács Ungern                                                               | 2.28,90 |
|                  |                                                                                |              |                                                                              |         |                                                                                   |         |
| 50 m fjärilsim   | Therese Alshammar Sverige                                                      | 26,06        | Anna-Karin Kammerling Sverige                                                | 26,23   | Chantal Groot Nederländerna                                                       | 26,49   |
| 100 m fjärilsim  | Inge Dekker Nederländerna                                                      | 58,35        | Martina Moravcová Slovakien                                                  | 58,98   | Alena Poptjanka Frankrike                                                         | 59,06   |
| 200 m fjärilsim  | Otylia Jędrzejczak Polen                                                       | 2.07,09      | Francesca Segat Italien                                                      | 2.08,96 | Caterina Giacchetti Italien                                                       | 2.09,01 |
|                  |                                                                                |              |                                                                              |         |                                                                                   |         |
| 200 m medley     | Laure Manaudou Frankrike                                                       | 2.12,69      | Katarzyna Baranowska Polen                                                   | 2.13,36 | Alessia Filippi Italien                                                           | 2.13,75 |
| 400 m medley     | Alessia Filippi Italien                                                        | 4.35,80      | Nicole Hetzer Tyskland                                                       | 4.37,97 | Katarzyna Baranowska Polen                                                        | 4.40,02 |
|                  |                                                                                |              |                                                                              |         |                                                                                   |         |
| 4 × 100 m frisim | Tyskland Petra Dallmann Daniela Götz Britta Steffen Annika Liebs               | 3.35,22 0VR0 | Nederländerna Inge Dekker Ranomi Kromowidjojo Chantal Groot Marleen Veldhuis | 3.37,04 | Frankrike Alena Poptjanka Aurore Mongel Céline Couderc Malia Metella              | 3.38,83 |
| 4 × 200 m frisim | Tyskland Petra Dallmann Daniela Samulski Britta Steffen Annika Liebs           | 7.50,82 0VR0 | Polen Otylia Jędrzejczak Joanna Budzis Agata Zwiejska Paulina Barzycka       | 7.56,32 | Frankrike Alena Poptjanka Sophie Huber Aurore Mongel Laure Manaudou               | 7.56,44 |
| 4 × 100 m medley | Storbritannien Melanie Marshall Kirsty Balfour Terri Dunning Francesca Halsall | 4.02,24      | Tyskland Antje Buschschulte Sarah Poewe Annika Mehlhorn Britta Steffen       | 4.02,35 | Frankrike Laure Manaudou Anne-Sophie Le Paranthoën Alena Popchanka Céline Couderc | 4.03,64 |

### Medaljtabell
| Nr                   | Nation               | Guld | Silver | Brons | Totalt |
| -------------------- | -------------------- | ---- | ------ | ----- | ------ |
| 1                    | Ryssland             | 7    | 1      | 2     | 10     |
| 2                    | Tyskland             | 6    | 4      | 2     | 12     |
| 3                    | Italien              | 5    | 6      | 4     | 15     |
| 4                    | Frankrike            | 5    | 2      | 8     | 15     |
| 5                    | Polen                | 5    | 2      | 1     | 8      |
| 6                    | Ukraina              | 4    | 4      | 2     | 10     |
| 7                    | Storbritannien       | 2    | 5      | 6     | 13     |
| 8                    | Nederländerna        | 2    | 2      | 3     | 7      |
| 9                    | Ungern               | 2    | 1      | 4     | 7      |
| 10                   | Sverige              | 1    | 3      | 0     | 4      |
| 11                   | Grekland             | 0    | 2      | 3     | 5      |
| 12                   | Kroatien             | 0    | 1      | 1     | 2      |
| 13                   | Belarus              | 0    | 1      | 0     | 1      |
| 13                   | Norge                | 0    | 1      | 0     | 1      |
| 13                   | Slovakien            | 0    | 1      | 0     | 1      |
| 13                   | Österrike            | 0    | 1      | 0     | 1      |
| 17                   | Danmark              | 0    | 0      | 1     | 1      |
| 17                   | Rumänien             | 0    | 0      | 1     | 1      |
| 17                   | Slovenien            | 0    | 0      | 1     | 1      |
| Totalt (19 nationer) | Totalt (19 nationer) | 39   | 37     | 39    | 115    |

## Simhopp

### Herrar
| Gren                   | Guld                                      | Guld   | Silver                                | Silver | Brons                                  | Brons  |
| 1 m svikt              | Joona Puhakka Finland                     | 425,00 | Aleksandr Dobroskok Ryssland          | 416,60 | Christopher Sacchin Italien            | 415,70 |
| 3 m svikt              | Dmitrij Sautin Ryssland                   | 496,10 | Aleksandr Dobroskok Ryssland          | 479,95 | Joona Puhakka Finland                  | 464,60 |
| 10 m plattform         | Gleb Galperin Ryssland                    | 472,90 | Heiko Meyer Tyskland                  | 459,45 | Kostiantyn Miljajev Ukraina            | 436,50 |
| Parhopp 3 m svikt      | Tyskland Tobias Schellenberg Andreas Wels | 403,86 | Ryssland Jurij Kunakov Dmitrij Sautin | 401,46 | Italien Nicola Marconi Tommaso Marconi | 394,68 |
| Parhopp 10 m plattform | Dmitrij Dobroskok Gleb Galperin           | 469,38 | Sascha Klein Heiko Meyer              | 447,96 | Michele Benedetti Francesco Dell'Uomo  | 435,12 |

### Damer
| Gren                   | Guld                                        | Guld   | Silver                                      | Silver | Brons                                      | Brons  |
| 1 m svikt              | Anna Lindberg Sverige                       | 291,90 | Ditte Kotzian Tyskland                      | 279,30 | Maria Marconi Italien                      | 267,35 |
| 3 m svikt              | Anna Lindberg Sverige                       | 330,60 | Ditte Kotzian Tyskland                      | 324,90 | Nóra Barta Ungern                          | 319,85 |
| 10 m plattform         | Julija Prokoptjuk Ukraina                   | 338,00 | Anja Richter Österrike                      | 332,35 | Christin Steuer Tyskland                   | 330,40 |
| Parhopp 3 m svikt      | Ryssland Natalija Umyskova Nadezjda Bazjina | 314,55 | Tyskland Heike Fischer Ditte Kotzian        | 298,60 | Ukraina Olena Fedorova Chrystyna Isjtjenko | 292,17 |
| Parhopp 10 m plattform | Tyskland Annett Gamm Nora Subschinski       | 325,92 | Ryssland Natalia Gontjarova Julia Koltunova | 306,24 | Ukraina Julija Prokoptjuk Kateryna Zjuk    | 297,21 |

### Medaljtabell
| Nr                  | Nation              | Guld | Silver | Brons | Totalt |
| ------------------- | ------------------- | ---- | ------ | ----- | ------ |
| 1                   | Ryssland            | 4    | 4      | 0     | 8      |
| 2                   | Tyskland            | 2    | 5      | 1     | 8      |
| 3                   | Sverige             | 2    | 0      | 0     | 2      |
| 4                   | Ukraina             | 1    | 0      | 3     | 4      |
| 5                   | Finland             | 1    | 0      | 1     | 2      |
| 6                   | Österrike           | 0    | 1      | 0     | 1      |
| 7                   | Italien             | 0    | 0      | 4     | 4      |
| 8                   | Ungern              | 0    | 0      | 1     | 1      |
| Totalt (8 nationer) | Totalt (8 nationer) | 10   | 10     | 10    | 30     |

## Konstsim

### Medaljörer
| Gren                 | Guld | Guld | Silver | Silver | Brons | Brons |
| Fritt program, solo  | Natalja Isjtjenko Ryssland | 98,4 | Gemma Mengual Spanien | 97,7   | Natalia Anthopoulou Grekland | 93,9  |
| Fritt program, par   | Ryssland Anastasia Davydova Anastasia Jermakova | 98,8 | Spanien Gemma Mengual Paola Tirados | 97,5   | Grekland Eleftheria Ftouli Evanthia Makrygianni | 94,0  |
| Fritt program, lag   | Ryssland Maria Gromova Natalja Isjtjenko Elvira Chasianova Olga Kuzjela Anna Nasekina Jelena Ovtjinnikova Svetlana Romasjina Anna Sjorina                                        | 98,8 | Spanien Alba Cabello Raquel Corral Andrea Fuentes Tina Fuentes Laura López Gisela Morón Irina Rodríguez Paola Tirados                               | 97,3   | Italien Alessia Bigi Elisa Bozzo Manila Flamini Francesca Gangemi Mariangela Perrupato Benedetta Re Sara Sgarzi Federica Tommasi                                | 93,6  |
| Fri kombination, lag | Ryssland Anastasia Davydova Anastasia Jermakova Maria Gromova Natalja Isjtjenko Elvira Chasianova Olga Kuzjela Anna Nasekina Jelena Ovtjinnikova Svetlana Romasjina Anna Sjorina | 97,9 | Spanien Alba Cabello Raquel Corral Andrea Fuentes Tina Fuentes Thaïs Henríquez Laura López Gemma Mengual Gisela Morón Irina Rodríguez Paola Tirados | 95,9   | Italien Alessia Bigi Elisa Bozzo Manila Flamini Francesca Gangemi Mariangela Perrupato Benedetta Re Dalila Schiesaro Sara Sgarzi Virna Taccone Federica Tommasi | 93,5  |

### Medaljtabell
| Nr                  | Nation              | Guld | Silver | Brons | Totalt |
| ------------------- | ------------------- | ---- | ------ | ----- | ------ |
| 1                   | Ryssland            | 4    | 0      | 0     | 4      |
| 2                   | Spanien             | 0    | 4      | 0     | 4      |
| 3                   | Grekland            | 0    | 0      | 2     | 2      |
| 3                   | Italien             | 0    | 0      | 2     | 2      |
| Totalt (4 nationer) | Totalt (4 nationer) | 4    | 4      | 4     | 12     |

## Öppet vatten-simning

### Herrar
| Gren  | Guld                   | Guld      | Silver                                | Silver    | Brons                    | Brons     |
| 5 km  | Thomas Lurz Tyskland   | 56.00,1   | Christian Hein Tyskland               | 56.01,1   | Simone Ercoli Italien    | 56.01,8   |
| 10 km | Thomas Lurz Tyskland   | 1:58.12,1 | Maarten van der Weijden Nederländerna | 1:58.13,5 | Christian Hein Tyskland  | 1:58.16,6 |
| 25 km | Gilles Rondy Frankrike | 5:10.17,3 | Anton Sanatjev Ryssland               | 5:10.18,2 | Stéphane Gomez Frankrike | 5:10.19,3 |

### Damer
| Gren  | Guld                             | Guld      | Silver                   | Silver    | Brons                                            | Brons     |
| 5 km  | Jekaterina Seliverstova Ryssland | 1:01.50,8 | Cathi Dietrich Frankrike | 1:01.52,3 | Jana Pechanová Tjeckien Larisa Iltjenko Ryssland | 1:01.52,4 |
| 10 km | Angela Maurer Tyskland           | 2:07.10,8 | Rita Kovács Ungern       | 2:07.14,3 | Jana Pechanová Tjeckien                          | 2:07.15,6 |
| 25 km | Angela Maurer Tyskland           | 5:35.19,1 | Natalia Pankina Ryssland | 5:35.25,1 | Stefanie Biller Tyskland                         | 5:35.29,5 |

### Medaljtabell
| Nr                  | Nation              | Guld | Silver | Brons | Totalt |
| ------------------- | ------------------- | ---- | ------ | ----- | ------ |
| 1                   | Tyskland            | 4    | 1      | 2     | 7      |
| 2                   | Ryssland            | 1    | 2      | 1     | 4      |
| 3                   | Frankrike           | 1    | 1      | 1     | 3      |
| 4                   | Nederländerna       | 0    | 1      | 0     | 1      |
| 4                   | Ungern              | 0    | 1      | 0     | 1      |
| 6                   | Tjeckien            | 0    | 0      | 2     | 2      |
| 7                   | Italien             | 0    | 0      | 1     | 1      |
| Totalt (7 nationer) | Totalt (7 nationer) | 6    | 6      | 7     | 19     |

## Medaljtabell
*   Värdland ( Ungern)
| Nr                   | Nation               | Guld | Silver | Brons | Totalt |
| -------------------- | -------------------- | ---- | ------ | ----- | ------ |
| 1                    | Ryssland             | 16   | 7      | 3     | 26     |
| 2                    | Tyskland             | 12   | 10     | 5     | 27     |
| 3                    | Frankrike            | 6    | 3      | 9     | 18     |
| 4                    | Italien              | 5    | 6      | 11    | 22     |
| 5                    | Ukraina              | 5    | 4      | 5     | 14     |
| 6                    | Polen                | 5    | 2      | 1     | 8      |
| 7                    | Sverige              | 3    | 3      | 0     | 6      |
| 8                    | Storbritannien       | 2    | 5      | 6     | 13     |
| 9                    | Nederländerna        | 2    | 3      | 3     | 8      |
| 10                   | Ungern*              | 2    | 2      | 5     | 9      |
| 11                   | Finland              | 1    | 0      | 1     | 2      |
| 12                   | Spanien              | 0    | 4      | 0     | 4      |
| 13                   | Grekland             | 0    | 2      | 5     | 7      |
| 14                   | Österrike            | 0    | 2      | 0     | 2      |
| 15                   | Kroatien             | 0    | 1      | 1     | 2      |
| 16                   | Belarus              | 0    | 1      | 0     | 1      |
| 16                   | Norge                | 0    | 1      | 0     | 1      |
| 16                   | Slovakien            | 0    | 1      | 0     | 1      |
| 19                   | Tjeckien             | 0    | 0      | 2     | 2      |
| 20                   | Danmark              | 0    | 0      | 1     | 1      |
| 20                   | Rumänien             | 0    | 0      | 1     | 1      |
| 20                   | Slovenien            | 0    | 0      | 1     | 1      |
| Totalt (22 nationer) | Totalt (22 nationer) | 59   | 57     | 60    | 176    |